# Ernest Asante
Ernest Kwabena Asante (Sunyani, Ghana, 6 de noviembre de 1988) es un futbolista profesional ghanés que juega como delantero en el Doxa Katokopias de la Primera División de Chipre.

## Clubes
| Club                 | País                   | Año       |
| -------------------- | ---------------------- | --------- |
| K. S. K. Beveren     | Bélgica                | 2009-2010 |
| IK Start             | Noruega                | 2011-2014 |
| Stabæk IF            | Noruega                | 2015-2016 |
| F. C. Nordsjælland   | Dinamarca              | 2016-2018 |
| Al-Jazira F. C.      | Emiratos Árabes Unidos | 2018-2019 |
| Al-Hazm              | Arabia Saudita         | 2019-2020 |
| Al-Fujairah S. C.    | Emiratos Árabes Unidos | 2020      |
| A. C. Omonia Nicosia | Chipre                 | 2020-2022 |
| Doxa Katokopias      | Chipre                 | 2022-     |

## Palmarés

### Títulos nacionales
| Título                     | Club                 | País   | Año  |
| -------------------------- | -------------------- | ------ | ---- |
| Primera División de Chipre | A. C. Omonia Nicosia | Chipre | 2021 |
| Supercopa de Chipre        | A. C. Omonia Nicosia | Chipre | 2021 |
| Copa de Chipre             | A. C. Omonia Nicosia | Chipre | 2022 |